# フィウミチェッロ・ヴィッラ・ヴィチェンティーナ
フィウミチェッロ・ヴィッラ・ヴィチェンティーナ（イタリア語: Fiumicello Villa Vicentina）は、イタリア共和国フリウリ＝ヴェネツィア・ジュリア州ウーディネ県にある、人口約6,300人の基礎自治体（コムーネ）。
2018年2月1日にフィウミチェッロとヴィッラ・ヴィチェンティーナの2つのコムーネが合併して成立した。

## 地理

### 位置・広がり

#### 隣接コムーネ
隣接するコムーネは以下の通り。括弧内のGOはゴリツィア県所属を示す。
- アクイレーイア
- チェルヴィニャーノ・デル・フリウーリ
- グラード (GO)
- ルーダ
- サン・カンツィアン・ディゾンツォ (GO)
- テルツォ・ダクイレーイア
- トゥッリアーコ (GO)

### 気候分類・地震分類
フィウミチェッロ・ヴィッラ・ヴィチェンティーナにおけるイタリアの気候分類 (it) および度日は、zona E, 2252 GGである。
また、イタリアの地震リスク階級 (it) では、zona 3 (sismicità bassa) に分類される。

## 行政

### 分離集落
フィウミチェッロ・ヴィッラ・ヴィチェンティーナには、以下の分離集落（フラツィオーネ）がある。
- Borgo Candaletis, Borgo Malborghetto, Borgo Pacco, Borgo Sandrigo, Capo di Sopra, Papariano, San Lorenzo, San Valentino, Sant’Antonio, Villa Vicentina.